# Lijst van werktuigbouwkundigen
Dit lijst van werktuigbouwkundigen geeft een overzicht van personen, die bijzondere bijdrage hebben geleverd op het gebied van de werktuigbouw en werktuigbouwkunde.

## A
- Archimedes (ca. 287-212 v.Chr), Oud-Griekse geleerde, ingenieur en uitvinder van de schroefpomp
- Al-Jazari (1136-1206), Arabisch geleerde, die tal van mechanische innovaties ontwikkelde
- Richard Arkwright (1733-1792), Engels uitvinder van het waterframe, die bijdroeg aan de opzet van het moderne fabrieksysteem
- William George Armstrong (1810-1900), Brits pionier op het gebied van de hydrauliek, en oprichter van Armstrong Whitworth

## B
- Charles Babbage (1791-1871), Brits ingenieur en ontwerper van de "Difference Engine" en analytische machine
- George Herman Babcock (1832-1893), Amerikaans ingenieur en uitvinder op gebied van stoomketels, en mede-oprichter van machinefabriek Babcock & Wilcox
- Joseph Cyril Bamford (1916–2001), Brits oprichter van het gelijknamige machinefabriek Joseph Cyril Bamford (JCB)
- Eugenio Barsanti (1821-1864), Italiaans ontwikkelaar van verbrandingsmotor
- Henry Bessemer (1813-1898), Engels ingenieur en schepper van het Bessemerprocedé
- Carl Benz (1844-1929), Duits uitvinder van de benzine-aangedreven auto en oprichter van Mercedes-Benz
- Albert Betz (1885-1968), Duits fysicus en pionier op het gebied van windturbines. Scheepsbouwkundig Ingenieur, hoogleraar en grondlegger van de wet van Betz.
- Cornelis Benjamin Biezeno (1888-1975), Nederlandse hoogleraar werktuigbouwkunde.
- John Blenkinsop (1783-1831), Engels stoomlocomotiefpionier, ontwikkelde het tandheugel-spoorwegsysteem
- Thomas Bouch (1822-1880), Brits spoorwegingenieur, hielp de ontwikkeling van het Roll-on-roll-offschip veerbootsysteem
- Matthew Boulton (1728-1809), Engels ingenieur en zakenpartner van James Watt
- Joseph Bramah (1748-1814), Engels uitvinder van de hydraulische pers
- Isambard Kingdom Brunel (1805-1859), Brits spoorwegingenieur, hoofdopzichter bij onder andere Thames Tunnel en Great Western Railway
- William Brunton (1777-1851), Schots pionier van stoomkracht, de uitvinder van de Mechanical Brunton's Traveller
- David Bushnell (1742-1824), Amerikaans schepper van de Turtle (onderzeeboot), de eerste militaire onderzeeër

## C
- Gerolamo Cardano (1501–1576), Italiaans uitvinder van mechanismen als het combinatieslot, de cardanische ophanging, de cardan-aandrijfas, en de cardangril
- Sadi Carnot (1796–1832), Frans wiskundige, en grondlegger van de thermodynamica.
- Willis Carrier (1876-1950), Amerikaans pioniers in het ontwerpen en produceren van moderne airconditioning systemen
- Edmund Cartwright (1743-1823), Engels uitvinder van het eerste commerciële mechanisch weefgetouw
- George Cayley (1773-1857), Engels aerodynamica pionier en mede-oprichter van de British Science Association
- Colin Chapman (1928-1982), Brits auto-ontwerper, uitvinder, oprichter van Lotus Cars
- André Citroën (1878-1935), Frans oprichter van Citroën automotive, bekend voor de toepassing van dubbel-tandwielen
- Dugald Clerk (1854-1932), Schots uitvinder van de twee-takt motor
- Thomas Russell Crampton (1816-1888), uitvinder van de cramptonlocomotief en een vroege voorstander van de Kanaaltunnel
- Nicolas-Joseph Cugnot (1725-1804), Frans ontwikkelaar van een zelfrijdend (stoom)voertuig

## D
- Rudolf Diesel (1858-1913), Duits uitvinder van de dieselmotor
- Wiebe Draijer (1924–2007), Nederlands hoogleraar en politicus.
- Cornelis Drebbel (1572-1633), Nederlands uitvinder van eerst bemande onderzeeër

## E
- Richard Lovell Edgeworth (1744-1817), Iers uitvinder en pionier op gebied van telegrafie
- John Ericsson (1803-1889), Zweeds-Amerikaans uitvinder en ingenieur, bekend van het ontwerpen en verbeteren van schepen
- Oliver Evans (1755-1819), Amerikaans pionier op gebied van de stoommachines bekend om zijn "Oruktor Amphibolos"

## F
- William Fairbairn (1789-1874), Schots stoomkracht-pionier en ontwikkelaar van de vroege hogedrukketel, de Lancashire ketel
- Harry Ferguson (1884-1960), Iers landbouwmachines-ingenieur en oprichter van Ferguson Company, later Massey Ferguson
- Giovanni Fontana (ca. 1395 -. ca. 1455), Venetiaanse ingenieur.
- Henry Ford (1863-1947), Amerikaans automobiel ingenieur en industrieel, oprichter van Ford Motor Company
- Benoît Fourneyron (1802-1867), Frans ontwikkelde een eerste praktische waterturbine
- Robert Fulton (1765-1815), Amerikaans ontwikkelaar van de eerste commerciële stoomboot

## G
- Emile Gagnan (1900-1979), Frans mede-uitvinder met Jacques Cousteau van de duikregulator en andere duikapparatuur
- Blasco de Garay (1500-1552), Spaans pionier op gebied van stoomkracht en ontwikkelaar van schepraderen als vervanging voor roeiriemen
- Herbert William Garratt (1864-1913), Engels uitvinder van de gelede Garratt-locomotief
- Henry Laurence Gantt (1861-1919), Amerikaans ingenieur en ontwikkelaar van de Gantt-grafiek
- Daniel Gooch (1816-1889), Engels werktuigbouwkundig ingenieur bij de Great Western Railway
- J.E. Gordon (1913–1998), Engels ingenieur en ontwikkelaar van composietmaterialen
- Nigel Gresley (1876-1941), Brits stoomlocomotief-ingenieur
- Goldsworthy Gurney (1793-1875), Brits uitvinder en stoomkrachtpionier op het gebied, bekend om zijn "Gurney Steam Carriage"

## H
- Timothy Hackworth (1786-1850), Engels ontwerper en bouwer van stoomlocomotieven, en medewerker van William Hedley en George Stephenson
- James Harrison (1816-1893), Australisch pioneer op het gebied van mechanische koeling
- Beulah Henry (1887-1973), Amerikaanse uitvindster van onder andere de spoelvrije naaimachine en de vacuümijsvriezer
- William Hedley (1779-1843), Engels spoorwegpionier, die in de vroege 19e eeuw een van de leidende industriële ingenieurs was
- Heron van Alexandrië (ca. 10-70), Grieks uitvinder uit de Oudhied van o.a. de aeolipile en het windwiel
- August Horch (1868-1951), Duits automobielingenieur en oprichter van Audi
- Jonathan Hornblower (1753-1815), Brits stoomkrachtpionier, die het begin van de compound-engine ontwikkelde
- Elias Howe (1819-1867), Amerikaanse ingenieur met het eerste Amerikaanse patent voor een naaimachine met stiksteekontwerp

## I
- Alec Issigonis (1906-1988), Grieks-Brits automobielingenieur, die een belangrijke bijdrage leverde aan de ontwikkeling van de Mini

## J
- Joseph-Marie Jacquard (1752-1834), Frans uitvinder van het Jacquard-weefgetouw en een voorloper van de moderne digitale computers
- György Jendrassik (1898-1954), Hongaars ingenieur, ontwikkelde de eerste werkende turbopropmotor, de Jendrassik Cs-1

## L
- Frederick Lanchester (1868-1946), Engels ingenieur die bijdroeg aan de automobiel- en luchtvaartindustrie, mede-oprichter van de Lanchester Motor Company
- Peter Landberg (1891-1962), Nederlands ingenieur en hoogleraar mechanische technologie
- Gustaf de Laval (1845-1913), Zweeds ingenieur en ontwikkelaar van de lavalstraalpijp, en oprichter van Alfa Laval
- Étienne Lenoir (1822-1900), Belgische uitvinder en ontwerper van de eerste commerciële verbrandingsmotor.
- Leonardo da Vinci (1452-1519), Italiaans polymath

## M
- Ma Jun (3e eeuw), Chinese ingenieur, de uitvinder van de Zuid-Pointing Chariot , het mechanische marionettentheater, de kettingpompen , en een verbeterde zijdeweefgetouwen
- Felice Matteucci (1808-1887), Italiaans ingenieur en vroege ontwikkelaar van interne verbrandingsmotor
- Henry Maudslay (1771-1831), Brits grondleggers van de machinetechnologie, die de hydraulische pers perfectioneerde
- Elia McCoy (1843-1929), Afrikaans-Canadese uitvinder, die het eerste automatische smeersysteem voor stoommachines ontwikkelde
- Andrew Meikle (1719-1811), Schots ingenieur, die de dorsmachine en windmolenzeilen ontwikkelde
- Thomas Midgley, Jr (1889-1944), Amerikaans ingenieur, die tetra-ethyl lood (TEL) en chloorfluorkoolwaterstoffen (CFK's) ontwikkelde
- Samuel Morey (1762-1843), Amerikaans pionier op het gebied van stoomschepen en interne verbrandingsmotoren
- Willem Mouton (1856-1946), Nederlands marineofficier en werktuigbouwkundige
- William Murdoch (1754-1839), Schots ingenieur en medewerker van James Watt, die een verbeterde stoommachine en gasverlichting ontwikkelde
- Gordon Murray (1946), Zuid-afrikaans ontwerper van auto's in de Formule 1 en van de McLaren F1, een auto voor de weg.
- Matthew Murray (1765-1826), Engels ontwerper van stoommachines, die de eerste commercieel-levensvatbare stoomlocomotieven bouwde, de Salamanca

## N
- James Nasmyth (1808-1890), Schots uitvinder van de stoomhamer en andere belangrijke gereedschapswerktuigen
- Thomas Newcomen (1664-1729), Engels uitvinder van de eerste praktische stoommachine, de Stoommachine van Newcomen
- James Henry Northrop (1856-1940), Amerikaans ingenieur, die machines voor de textielindustrie ontwikkelde

## O
- Nicolaus Otto (1832-1891), Duitse ingenieur en ontwikkelaar van de eerste commercieel levensvatbare vier-takt motor

## P
- Denis Papin (1647-1712), Frans uitvinder van de stoom-vergister, een voorloper van de stoommachine
- Frits Philips (1905-2005), Nederlandse industrieel
- Charles Algernon Parsons (1854-1931), Engels ingenieur die de stoomturbine uitvond.
- Ferdinand Porsche (1875-1951), Oostenrijks autoingenieur bekend om het Volkswagen Kever ontwerp

## R
- Agostino Ramelli (c. 1531-1600), Italiaans uitvinder van de boekenmolen en verschillende water-aangedreven uitvindingen (uurwerk, loopband, pomp)
- John Ramsbottom (1814-1897), Engels uitvinder van de tamper-proof veer veiligheidsklep en de verplaatsing olienevelaar
- William John Macquorn Rankine (1820-1872), Schots ingenieur, die bijdroeg aan de theorie van thermodynamica, de warmtemotor en metaalmoeheid
- George Rennie (1791-1866), Engels pionier in de voedselverwerkende apparatuur (biscuit, maïs, chocolade molens)
- Osborne Reynolds (1842-1912), Brits fysicus, die bijdroeg aan de stromingsleer en theorie van warmteoverdracht
- Harry Ricardo (1885-1974), Engels ingenieur en ontwerper van moderne verbrandingsmotor
- Richard Roberts (1789-1864), Brits ontwikkelaar van hoge-precisie bewerkingsmachines die hielp mogelijk massaproductie

## S
- Ralph Sarich (1938-), Australisch uitvinder van de orbital-motor in 1972
- Thomas Savery (c. 1650-1715), Engels uitvinder van een stoompomp
- Per Georg Scheutz (1785-1873), Zweeds pionier in computertechnologie, ontwierp de Scheutzian rekenmachine
- Carl Wilhelm Siemens (1823-1883), Duits uitvinder van de regeneratieve oven
- Igor Sikorsky (1889-1972), Russisch-Amerikaans luchtvaartingenieur, uitvinder van de single-rotor helikopter, en de oprichter van Sikorsky Aircraft Company
- Isaac Singer (1811-1875), Amerikaans uitvinder van verbeterde stiksteeknaaimachine, en oprichter van de Singer Sewing Machine Company
- John Smeaton (1724-1792), Civiel ingenieur, die een groot aantal verbeteringen aan Newcomen-stoommachine doorvoerde
- Edward Somerset (1601-1667), Brits edelman die tal van mechanische innovaties beschreef in zijn boek "De eeuw van Uitvindingen" uit 1663
- George Stephenson (1781-1848), Engels spoorwegingenieur, bekend als de "Vader van de Spoorwegen" en med-oprichter van de Institution of Mechanical Engineers
- Robert Stephenson (1803-1859), Engels spoorwegingenieur en zoon van George Stephenson
- Robert Stirling (1790-1878), Schots uitvinder van de Stirling Engine
- Su Song (1020-1101), Chinees ingenieur, die de kettingaandrijving van de astronomische klokkentoren ontwikkelde

## T
- Taqi al-Din (1526-1585), Turks polymath met tal van mechanische innovaties op zijn naam
- Nikola Tesla (1856-1943), Servisch-Amerikaans natuurkundige en ingenieur, die de basis legde voor de wisselstroomtechnologie
- Richard Trevithick (1771-1833), Brits stoompionier en ontwerper van de vroege-hogedrukketel, de Cornish ketel en de "Puffing Devil" locomotief

## V
- Jacques de Vaucanson(1709-1782), Franse uitvinder en instrumentenbouwer die bekendstaat als de maker van de eerste robot.

## W
- Leen van der Waal (1928), Nederlandse ingenieur en voormalig politicus
- James Watt (1736-1819), Engels uitvinder van Watt stoommachine
- Samuel T. Wellman (1847-1919), Amerikaans industrieel en uitvinder van talrijke innovaties in de staalindustrie
- Eli Whitney (1765-1825), Amerikaans uitvinder van de "Cotton Gin"
- Joseph Whitworth (1803-1887), Engels ingenieur en uitvinder van de eerste gestandaardiseerde schroefdraad
- Walter Gordon Wilson (1874-1957), Brits uitvinder van de "Wilson preselector" versnellingsbak
- Nathaniel C. Wyeth (1911-1990), Amerikaans uitvinder van de polyethyleentereftalaat (PET) drankfles
- Felix Wankel (1902-1988), Duits uitvinder van de wankelmotor

## Y
- Yi Xing (618-907), Chinees ingenieur en uitvinder van een water-aangedreven armillarium

## Z
- Zhang Heng (1e-2e eeuw), Chinees uitvinder van de eerste hydraulische aangedreven armillarium, en de eerste seismograaf om aardbevingen te detecteren